# Kabinett Pohamba I
Das Kabinett Pohamba I bezeichnet die Regierung Namibias unter Staatspräsident Hifikepunye Pohamba, die am 21. März 2005 gebildet wurde und die Regierung unter Staatspräsident Sam Nujoma ablöste. Sie wurde am 21. März 2010 durch das Kabinett Pohamba II abgelöst. Sie bestand aus Mitgliedern der regierenden SWAPO-Partei, die bei der Parlamentswahl 2004 eine 3/4-Mehrheit in der Nationalversammlung gewonnen hatte.
Das Kabinett bestand aus dem Präsidenten, dem Premierminister, dem Stellvertretenden Premierminister und den durch den Präsidenten ernannten Ministern. Der Premierminister ist der Regierungschef und erster Berater des Präsidenten, er koordiniert alle Regierungsbehörden, Ministerien und andere staatliche Behörden. Im April 2008 fand eine weitreichende Kabinettsumbildung statt, Minister wurden vor allem untereinander in ihren Geschäftsbereichen getauscht.

## Kabinett
| Kabinett Pohamba I 21. März 2005 bis 21. März 2010                   | Kabinett Pohamba I 21. März 2005 bis 21. März 2010            |
| -------------------------------------------------------------------- | ------------------------------------------------------------- |
| Staatspräsident                                                      | Hifikepunye Pohamba                                           |
| Minister für Präsidentschaftsangelegenheiten                         | Albert Kawana                                                 |
| Premierminister                                                      | Nahas Angula                                                  |
| Vizepremierminister                                                  | Libertina Amathila                                            |
| Arbeit und Soziales                                                  | Alpheus ǃNaruseb (2005–2008) Immanuel Ngatjizeko (2008–2010)  |
| Äußeres                                                              | Marco Hausiku                                                 |
| Bergbau und Energie                                                  | Erkki Nghimtina                                               |
| Bildung                                                              | Nangolo Mbumba                                                |
| Finanzen                                                             | Saara Kuugongelwa-Amadhila                                    |
| Fischerei                                                            | Abraham Iyambo                                                |
| Gesundheit und Sozialdienste                                         | Richard Kamwi                                                 |
| Geschlechtergleichberechtigung und Kinderwohlfahrt                   | Marlene Mungunda                                              |
| Handel und Industrie                                                 | Immanuel Ngatjizeko (2005–2008) Hage Geingob (2008–2010)      |
| Information und Rundfunkwesen                                        | Netumbo Nandi-Ndaitwah (2005–2008) Joel Kaapanda (2008–2010)  |
| Inneres und Einwanderung                                             | Rosalia Nghidinwa                                             |
| Jugend, Nationaldienste, Sport und Kultur                            | John Mutorwa (2005–2008) Willem Konjore (2008–2010)           |
| Justiz                                                               | Pendukeni Iivula-Ithana                                       |
| Ländereien und Umsiedlung                                            | Jerry Ekandjo (2005–2008) Alpheus ǃNaruseb (2008–2010)        |
| Landwirtschaft, Wasser und Forstwirtschaft                           | Nickey Iyambo (2005–2008) John Mutorwa (2008–2010)            |
| Öffentliche Arbeit und Verkehr                                       | Joel Kaapanda (2005–2008) Helmut Angula (2008–2010)           |
| Regionale und Lokale Verwaltung, Behausung und Ländliche Entwicklung | John Pandeni (2005–2008) Jerry Ekandjo (2008–2010)            |
| Sicherheit                                                           | Peter Tsheehama (2005–2008) Nickey Iyambo (2008–2010)         |
| Umwelt und Tourismus                                                 | Willem Konjore (2005–2008) Netumbo Nandi-Ndaitwah (2008–2010) |
| Verteidigung                                                         | Charles Namoloh                                               |
| Veteranen                                                            | Ngarikutuke Tjiriange                                         |

Quelle: Komplette Kabinettsliste, The Economist, 24. März 2005; und Cabinet reshuffle Pohamba reshuffles Cabinet, The Namibian, 9. April 2008.